# Forsskaolea procridifolia
Forsskaolea procridifolia là loài thực vật có hoa trong họ Tầm ma. Loài này được Webb mô tả khoa học đầu tiên năm 1849.